# American Football League of China 2018
La American Football League of China 2018 è stata la 6ª edizione del campionato cinese di football americano di primo livello, organizzato dalla AFLC (ultima con questo nome).
La finale è stata giocata il 12 gennaio 2019.

## Squadre partecipanti
| Club                   | Città     | Stadio | Sponsor ufficiale | Risultato nella stagione 2017 |
| ---------------------- | --------- | ------ | ----------------- | ----------------------------- |
| Beijing Barbarians     | Pechino   |        |                   |                               |
| Beijing Iron Brothers  | Pechino   |        |                   |                               |
| Chengdu Pandaman       | Chengdu   |        |                   |                               |
| Foshan Tigers          | Foshan    |        |                   |                               |
| Guangzhou Apaches      | Canton    |        |                   |                               |
| Hangzhou Generals      | Hangzhou  |        |                   |                               |
| Hangzhou Smilodons     | Hangzhou  |        |                   |                               |
| Hong Kong Cobras       | Hong Kong |        |                   |                               |
| Hong Kong Combat Orcas | Hong Kong |        |                   |                               |
| Hong Kong Warhawks     | Hong Kong |        |                   |                               |
| Mountain City Fury     | Chongqing |        |                   |                               |
| Shanghai Titans        | Shanghai  |        |                   |                               |
| Shanghai Warriors      | Shanghai  |        |                   |                               |
| Taiyuan Troops         | Taiyuan   |        |                   |                               |
| Tianjin Pirates        | Tientsin  |        |                   |                               |
| Wuhan Berserkers       | Wuhan     |        |                   |                               |
| Wuxi Marauders         | Wuxi      |        |                   |                               |
| Xi'an Panthers         | Xi'an     |        |                   |                               |
| Zhengzhou Steamer      | Zhengzhou |        |                   |                               |

## Stagione regolare

### Calendario

#### 1ª giornata
| 18 giugno 2018 | Beijing Iron Brothers | 0 – 52 | Beijing Barbarians |  |

#### 2ª giornata
| 23 giugno 2018 | Tianjin Pirates | 10 – 13 | Taiyuan Troops |  |

#### 3ª giornata
| 21 luglio 2018 | Zhengzhou Steamer | 7 – 9 | Tianjin Pirates |  |

#### 4ª giornata
| 29 luglio 2018 | Taiyuan Troops | 0 – 47 | Beijing Barbarians |  |

#### 5ª giornata
| 18 agosto 2018 | Beijing Barbarians | 24 – 0 | Zhengzhou Steamer |  |

| 18 agosto 2018 | Mountain City Fury | 30 – 12 | Xi'an Panthers |  |

| 18 agosto 2018 | Foshan Tigers | 32 – 6 | Guangzhou Apaches |  |

| 18 agosto 2018 | Shanghai Warriors | 28 – 24 | Shanghai Titans |  |

| 18 agosto 2018 | Wuhan Berserkers | 40 – 12 | Hangzhou Smilodons |  |

| 18 agosto 2018 | Wuxi Marauders | 14 – 22 | Hangzhou Generals |  |

| 19 agosto 2018 | Hong Kong Combat Orcas | 0 – 10 | Hong Kong Cobras |  |

#### 6ª giornata
| 26 agosto 2018 | Beijing Iron Brothers | 6 – 42 | Taiyuan Troops |  |

#### 7ª giornata
| 1º settembre 2018 | Shanghai Titans | 34 – 0 | Wuxi Marauders |  |

| 1º settembre 2018 | Shanghai Warriors | 26 – 34 | Wuhan Berserkers |  |

| 1º settembre 2018 | Hangzhou Smilodons | 32 – 6 | Hangzhou Generals |  |

#### 8ª giornata
| 8 settembre 2018 | Chengdu Pandaman | 28 – 8 | Mountain City Fury |  |

| 9 settembre 2018 | Guangzhou Apaches | 0 – 49 | Hong Kong Warhawks |  |

| 9 settembre 2018 | Foshan Tigers | 28 – 19 | Hong Kong Combat Orcas |  |

#### 9ª giornata
| 15 settembre 2018 | Zhengzhou Steamer | 13 – 40 | Beijing Iron Brothers |  |

| 15 settembre 2018 | Hangzhou Smilodons | 0 – 56 | Shanghai Warriors |  |

| 15 settembre 2018 | Wuxi Marauders | 0 – 21 | Wuhan Berserkers |  |

| 15 settembre 2018 | Hangzhou Generals | 0 – 40 | Shanghai Titans |  |

#### 10ª giornata
| 22 settembre 2018 | Xi'an Panthers | 0 – 60 | Chengdu Pandaman |  |

| 23 settembre 2018 | Hong Kong Cobras | 0 – 14 | Hong Kong Warhawks |  |

#### 11ª giornata
| 6 ottobre 2018 | Hong Kong Cobras | 0 – 40 | Foshan Tigers |  |

| 6 ottobre 2018 | Hong Kong Warhawks | 26 – 6 | Hong Kong Combat Orcas |  |

#### 12ª giornata
| 13 ottobre 2018 | Xi'an Panthers | 0 – 21 | Mountain City Fury |  |

| 13 ottobre 2018 | Shanghai Titans | 22 – 6 | Wuhan Berserkers |  |

| 13 ottobre 2018 | Hangzhou Smilodons | 21 – 0 | Wuxi Marauders |  |

| 13 ottobre 2018 | Hangzhou Generals | 0 – 21 | Shanghai Warriors |  |

| 14 ottobre 2018 | Beijing Barbarians | 62 – 0 | Tianjin Pirates |  |

#### 13ª giornata
| 20 ottobre 2018 | Taiyuan Troops | 28 – 6 | Zhengzhou Steamer |  |

| 20 ottobre 2018 | Guangzhou Apaches | 0 – 14 | Hong Kong Cobras |  |

#### 14ª giornata
| 27 ottobre 2018 | Chengdu Pandaman | 32 – 0 | Xi'an Panthers |  |

#### 15ª giornata
| 3 novembre 2018 | Tianjin Pirates | 20 – 7 | Beijing Iron Brothers |  |

| 3 novembre 2018 | Mountain City Fury | 0 – 22 | Chengdu Pandaman |  |

| 3 novembre 2018 | Hong Kong Warhawks | 12 – 8 | Foshan Tigers |  |

| 3 novembre 2018 | Hong Kong Combat Orcas | 12 – 6 | Guangzhou Apaches |  |

| 3 novembre 2018 | Shanghai Titans | 48 – 8 | Hangzhou Smilodons |  |

| 3 novembre 2018 | Shanghai Warriors | 32 – 0 | Wuxi Marauders |  |

| 3 novembre 2018 | Wuhan Berserkers | 54 – 0 | Hangzhou Generals |  |

### Classifiche
Le classifiche della regular season sono le seguenti:
- PCT = percentuale di vittorie, G = partite giocate, V = partite vinte,  P = partite perse, PF = punti fatti, PS = punti subiti

#### AFLC North
| Pos. | Squadra               | PCT   | G | V | N | P | PF  | PS  |
| ---- | --------------------- | ----- | - | - | - | - | --- | --- |
| 1    | Beijing Barbarians    | 1.000 | 4 | 4 | 0 | 0 | 185 | 0   |
| 2    | Taiyuan Troops        | .750  | 4 | 3 | 0 | 1 | 83  | 69  |
| 3    | Tianjin Pirates       | .500  | 4 | 2 | 0 | 2 | 39  | 89  |
| 4    | Beijing Iron Brothers | .250  | 4 | 1 | 0 | 3 | 53  | 127 |
| 5    | Zhengzhou Steamer     | .000  | 4 | 0 | 0 | 4 | 26  | 101 |

#### AFLC West
| Pos. | Squadra            | PCT   | G | V | N | P | PF  | PS  |
| ---- | ------------------ | ----- | - | - | - | - | --- | --- |
| 1    | Chengdu Pandaman   | 1.000 | 4 | 4 | 0 | 0 | 142 | 8   |
| 2    | Mountain City Fury | .500  | 4 | 2 | 0 | 2 | 59  | 62  |
| 3    | Xi'an Panthers     | .000  | 4 | 0 | 0 | 4 | 12  | 143 |

#### AFLC South
| Pos. | Squadra                | PCT   | G | V | N | P | PF  | PS  |
| ---- | ---------------------- | ----- | - | - | - | - | --- | --- |
| 1    | Hong Kong Warhawks     | 1.000 | 4 | 4 | 0 | 0 | 101 | 14  |
| 2    | Foshan Tigers          | .750  | 4 | 3 | 0 | 1 | 108 | 37  |
| 3    | Hong Kong Cobras       | .500  | 4 | 2 | 0 | 2 | 24  | 54  |
| 4    | Hong Kong Combat Orcas | .250  | 4 | 1 | 0 | 3 | 37  | 70  |
| 5    | Guangzhou Apaches      | .000  | 4 | 0 | 0 | 4 | 12  | 107 |

#### AFLC East
| Pos. | Squadra            | PCT  | G | V | N | P | PF  | PS  |
| ---- | ------------------ | ---- | - | - | - | - | --- | --- |
| 1    | Shanghai Titans    | .800 | 5 | 4 | 0 | 1 | 168 | 42  |
| 2    | Shanghai Warriors  | .800 | 5 | 4 | 0 | 1 | 163 | 58  |
| 3    | Wuhan Berserkers   | .800 | 5 | 4 | 0 | 1 | 155 | 60  |
| 4    | Hangzhou Smilodons | .400 | 5 | 2 | 0 | 3 | 73  | 150 |
| 5    | Hangzhou Generals  | .200 | 5 | 1 | 0 | 4 | 28  | 161 |
| 6    | Wuxi Marauders     | .000 | 5 | 0 | 0 | 5 | 14  | 130 |

## Playoff

### Tabellone
|  | Wild card          | Wild card          |                    |                    | Quarti di finale | Quarti di finale |    |  | Semifinali | Semifinali |  |  | VI Finale | VI Finale |
|  |                    |                    |                    |                    |                  |                  |    |  |            |            |  |  |           |           |
|  |                    |                    |                    |                    |                  |                  |    |  |            |            |  |  |           |           |
|  |                    |                    |                    |                    |                  |                  |    |  |            |            |  |  |           |           |
|  | Shanghai Titans    | 24                 |                    |                    |                  |                  |    |  |            |            |  |  |           |           |
|  | Shanghai Titans    | 24                 | Foshan Tigers      | 1                  |                  |                  |    |  |            |            |  |  |           |           |
|  |                    | Foshan Tigers      | Foshan Tigers      | 1                  | 8                |                  |    |  |            |            |  |  |           |           |
|  | Xi'an Panthers     | Foshan Tigers      | 0                  |                    | 8                | Shanghai Titans  | 32 |  |            |            |  |  |           |           |
|  | Xi'an Panthers     |                    | 0                  |                    |                  | Shanghai Titans  | 32 |  |            |            |  |  |           |           |
|  |                    |                    |                    | Beijing Barbarians | 6                |                  |    |  |            |            |  |  |           |           |
|  | Beijing Barbarians | 39                 |                    | Beijing Barbarians | 6                |                  |    |  |            |            |  |  |           |           |
|  | Beijing Barbarians | 39                 | Mountain City Fury | 38                 |                  |                  |    |  |            |            |  |  |           |           |
|  |                    | Mountain City Fury | Mountain City Fury | 38                 | 0                |                  |    |  |            |            |  |  |           |           |
|  | Hong Kong Cobras   | Mountain City Fury | 7                  |                    | 0                | Shanghai Titans  | 34 |  |            |            |  |  |           |           |
|  | Hong Kong Cobras   |                    | 7                  |                    |                  | Shanghai Titans  | 34 |  |            |            |  |  |           |           |
|  |                    |                    |                    | Shanghai Warriors  | 40               |                  |    |  |            |            |  |  |           |           |
|  | Chengdu Pandaman   | 34                 |                    | Shanghai Warriors  | 40               |                  |    |  |            |            |  |  |           |           |
|  | Chengdu Pandaman   | 34                 | Taiyuan Troops     | 0                  |                  |                  |    |  |            |            |  |  |           |           |
|  |                    | Wuhan Berserkers   | Taiyuan Troops     | 0                  | 28               |                  |    |  |            |            |  |  |           |           |
|  | Wuhan Berserkers   | Wuhan Berserkers   | 54                 |                    | 28               | Chengdu Pandaman | 6  |  |            |            |  |  |           |           |
|  | Wuhan Berserkers   |                    | 54                 |                    |                  | Chengdu Pandaman | 6  |  |            |            |  |  |           |           |
|  |                    |                    |                    | Shanghai Warriors  | 22               |                  |    |  |            |            |  |  |           |           |
|  | Hong Kong Warhawks | 21                 |                    | Shanghai Warriors  | 22               |                  |    |  |            |            |  |  |           |           |
|  | Hong Kong Warhawks | 21                 | Shanghai Warriors  | 1                  |                  |                  |    |  |            |            |  |  |           |           |
|  |                    | Shanghai Warriors  | Shanghai Warriors  | 1                  | 26               |                  |    |  |            |            |  |  |           |           |
|  | Tianjin Pirates    | Shanghai Warriors  | 0                  |                    | 26               |                  |    |  |            |            |  |  |           |           |
|  | Tianjin Pirates    |                    | 0                  |                    |                  |                  |    |  |            |            |  |  |           |           |

### Wild Card
| 17 novembre 2018 | Shanghai Warriors | 1 – 0 (a tavolino) | Tianjin Pirates |  |

| 17 novembre 2018 | Foshan Tigers | 1 – 0 (a tavolino) | Xi'an Panthers |  |

| 17 novembre 2018 | Taiyuan Troops | 0 – 54 | Wuhan Berserkers |  |

| 17 novembre 2018 | Mountain City Fury | 38 – 7 | Hong Kong Cobras |  |

### Quarti di finale
| 1º dicembre 2018 | Shanghai Titans | 24 – 8 | Foshan Tigers |  |

| 1º dicembre 2018 | Hong Kong Warhawks | 21 – 26 | Shanghai Warriors |  |

| 1º dicembre 2018 | Chengdu Pandaman | 34 – 28 | Wuhan Berserkers |  |

| 1º dicembre 2018 | Beijing Barbarians | 39 – 0 | Mountain City Fury |  |

### Semifinali
| 15 dicembre 2018 | Shanghai Titans | 32 – 6 | Beijing Barbarians |  |

| 15 dicembre 2018 | Chengdu Pandaman | 6 – 22 | Shanghai Warriors |  |

### VI Finale
| 12 gennaio 2019 | Shanghai Titans | 34 – 40 | Shanghai Warriors |  |

## Verdetti
- Shanghai Warriors Campioni della Cina 2018